# 劳塔罗·巴桑
劳塔罗·巴桑（西班牙語：Lautaro Bazán，1996年2月24日—），阿根廷男子橄榄球运动员。他曾代表阿根廷七人制国家队参加2020年夏季奥林匹克运动会七人制橄榄球比赛，获得一枚铜牌。